# Калорійність їжі
Калорі́йність ї́жі або енергети́чна ці́нність харчови́х проду́ктів — кількість енергії, яка утворюється при окисненні жирів, білків, вуглеводів, що міститься у продуктах харчування і витрачається на фізіологічні функції організму.
Калорійність — важливий показник харчової цінності продуктів, вимірюється в кілокалоріях (ккал) або в кілоджоулях (кДж). Одна кілокалорія дорівнює 4,184 кілоджоуля.
Для визначення енергетичної цінності застосовують прилад калориметр. Енергетична цінність 1 г білка становить 4 ккал (17,2 кДж), 1 г жиру — 9 ккал (38,9 кДж), 1 г вуглеводів — 3,75 ккал (17,6 кДж). Мінеральні речовини, вода прихованої енергії не мають, а енергетичну цінність вітамінів, ферментів та інших органічних речовин не враховують, оскільки в продуктах їх дуже мало. Таким чином, енергетична цінність харчових продуктів залежить від вмісту в них білків, жирів і вуглеводів.
Енергетичну цінність розраховують на 100 г їстівної частини продукту харчування. Так, у 100 г яловичини 1 категорії міститься, %: білків — 18,9, жирів — 12,4. Отже, енергетична цінність яловичини становить 9 × 12,4 + 4,0 × 18,9 = 187 ккал, або 782 кДж.
У середньому за добу людина витрачає 2 000÷4 300 ккал, або 8368-18017 кДж (залежно від віку, фізичного навантаження, клімату). Калорійність добового раціону для дітей: від 3 до 7 років становить 1900 кілокалорій, від 7 до 11 — 2300, від 11 до 15 — 3000, від 15 до 18 років — 3500. Енергетична цінність добового раціону харчування повинна бути на цьому ж рівні, її визначають додаванням енергетичної цінності окремих харчових продуктів, які входять у страви.
При визначенні енергетичної цінності враховують, що харчові речовини не засвоюються повністю: рослинна їжа засвоюється в середньому на 80-85 %, оскільки протопектин і клітковина не засвоюються, тваринна їжа засвоюється на 90-95 %, а змішана — на 85-90 %.

## Калорійність і хімічний склад харчових продуктів
| Продукти                        | Білки   | Жири | Моно- і дисахариди | Крохмаль | Енергетична цінність |
| ------------------------------- | ------- | ---- | ------------------ | -------- | -------------------- |
| Борошно пшеничне І сорту        | 10,6    | 1,3  | 0,5                | 67,1     | 331                  |
| Борошно пшеничне вищого сорту   | 10,3    | 1,1  | 0,2                | 68,7     | 334                  |
| Крупа гречана ядрами            | 12,6    | 3,3  | 1,4                | 60,7     | 335                  |
| Крупа манна                     | 10,3    | 1,0  | 0,3                | 67,4     | 328                  |
| Рис                             | 7,0     | 1,0  | 0,7                | 70,7     | 330                  |
| Хліб житній формений пшеничний  | 5,6     | 1,1  | 1,2                | 36,3     | 189                  |
| Хліб подовий з борошна II сорту | 8,6     | 1,3  | 1,5                | 43,8     | 233                  |
| Цукор-рафінад                   | —       | —    | 99,9               | —        | 379                  |
| Крохмаль картопляний            | —       | 79,6 | 327                | —        |                      |
| Молоко пастеризоване            | 2,8     | 3,2  | 4,7                | —        | 58                   |
| Молоко сухе знежирене           | ?       | ?    | ?                  | ?        | 350                  |
| Молоко згущене з цукром         | 11      | 0,5  | ?                  | ?        | 272                  |
| Вершки сухі                     | 23      | 42,7 | ?                  | ?        | 579                  |
| Вершки згущені з цукром         | 8       | 19   | ?                  | ?        | 382                  |
| Сметана 30 % жирності           | 2,4     | 30,0 | 3,1                | —        | 294                  |
| Сир жирний                      | 14,0    | 18,0 | 2,8                | —        | 232                  |
| Кефір жирний                    | 2,8     | 3,0  | 4,1                | —        | 56                   |
| Масло вершкове несолоне         | 0,5     | 82,5 | 0,8                | —        | 748                  |
| Маргарин                        | 0,3-0,5 |      | ?                  | ?        | 653-745              |
| Сир російський                  | 23,0    | 29,0 | —                  | —        | 360                  |
| Жир кулінарний                  | —       | 99,7 | —                  | —        | 397 (897)            |
| Майонез                         | 2,8     | 67,0 | 2,6                | 2,6      | 624                  |
| Олія соняшникова рафінована     | —       | 99,9 | —                  | —        | 899                  |
| Горошок зелений                 | 5,0     | 0,2  | 6,0                | 6,8      | 73                   |
| Капуста білоголова              | 1,8     | 0,1  | 4,6                | 0,1      | 27                   |
| Картопля                        | 2,0     | 0,4  | 1,3                | 15,0     | 80                   |
| Цибуля зелена (перо)            | 1,3     | —    | 3,5                | —        | 19                   |
| Цибуля ріпчаста                 | 1,4     | —    | 9,0                | 0,1      | 41                   |
| Морква                          | 0,3     | 0,1  | 7,0                | 0,2      | 34                   |
| Огірки ґрунтові                 | 0,8     | 0,1  | 2,5                | 0,1      | 14                   |
| петрушка (зелень)               | 3,7     | 0,4  | 6,8                | 1,2      | 49                   |
| Салат                           | 1,5     | 0,2  | 1,7                | 0,6      | 17                   |
| Томати (ґрунтові)               | 1,1     | 0,2  | 3,5                | 23       | 23                   |
| Яблука свіжі                    | 0,4     | 0,4  | 9,0                | 0,8      | 45                   |
| Яблука сушені                   | 2,2     | —    | 44,6               | 3,4      | 199                  |
| Чорнослив                       | 2,3     | —    | 57,8               | 0,6      | 242                  |
| Капуста квашена                 | 1,8     | —    | 2,2                | —        | 19                   |
| Огірки солоні                   | 0,8     | 0,1  | 1,6                | —        | 13                   |
| Баранина І категорії            | 15,6    | 16,3 | —                  | —        | 209                  |
| Яловичина І категорії           | 18,6    | 16,0 | —                  | —        | 218                  |
| Свинина м'ясна                  | 14,3    | 33,3 | —                  | —        | 357                  |
| Жир свинячий топлений           | —       | 99,7 | —                  | —        | 897                  |
| Печінка яловича                 | 17,9    | 3,7  | —                  | —        | 105                  |
| Сосиски молочні                 | 11,0    | 23,9 | —                  | 1,6      | 266                  |
| Ковбаса Краківська напівкопчена | 16,2    | 44,6 | —                  | —        | 466                  |
| Кури І категорії                | 18,2    | 18,4 | 0,7                | —        | 241                  |
| Яйця курячі І категорії         | 12,7    | 11,5 | 0,7                | —        | 157                  |
| Окунь морський                  | 18,2    | 3,3  | —                  | —        | 103                  |
| Сом                             | 17,2    | 5,1  | —                  | —        | 115                  |
| Тріска                          | 16,0    | 0,6  | —                  | —        | 69                   |
| Оселедець атлантичний жирний    | 17,7    | 19,5 | —                  | —        | 246                  |

Для підрахунку споживаних калорій слід мати на увазі, що калорійна цінність звичайної порції (500 г) більшості супів коливається від 200 до 300 ккал. Калорійна цінність молочних супів і збірних м'ясних солянок може бути вище 400 ккал. Енергетична цінність більшості м'ясних страв з гарніром коливається від 500 до 600 ккал, рибних - близька до 500 і дещо нижче, овочевих страв - від 200 до 400, причому калорійність їх залежить від вмісту в них жиру. Енергетична цінність порції каші з жиром або молоком наближається до 350-400 ккал. Калорійність третіх страв (компотів, киселів, кави з молоком, какао і т.п.) коливається від 100 до 150 ккал.
Середня енергетична цінність продуктів добового раціону на людину в розвинутих країнах вища, ніж в Україні: у США цей показник дорівнює 3800 ккал, у Канаді — 3590, тоді як у Польщі — 3400, Росії — 3054 ккал, а в Україні — всього 2910 ккал, що зумовлено більш високим споживанням хлібобулочних продуктів і картоплі замість споживання інших складових продовольчого кошика — м'ясних і молочних продуктів.
Енергети́чний еквівале́нт ї́жі — кількість енергії, що виділяється при розщепленні 1 г будь-якої речовини.
Згідно з розрахунками, при постійному перевищенні добової калорійності їжі над енерговитратами на 300 ккал збільшується накопичення резервного жиру на 15-30 г в день, що складає в рік зайвих 5,4-10,8 кг.